# Michał Kubisztal
Michał Kubisztal (* 23. März 1980 in Tarnów, Polen) ist ein polnischer Handballspieler und Handballtrainer.
Michał Kubisztal begann bei Unia Tarnów mit dem Handballspiel. Später debütierte der linke Rückraumspieler für WKS Śląsk Wrocław in der polnischen Liga, bevor er 2003 zu MKS Zagłębie Lubin wechselte. Nach der Vizemeisterschaft 2005 und einem dritten Platz 2006 gewann er mit den Südpolen 2007 die polnische Meisterschaft und zog in die Gruppenphase der EHF Champions League ein. Dort machte er besonders beim Sieg seines Teams gegen die SG Flensburg-Handewitt auf sich aufmerksam, sodass er Ende 2007 zusammen mit seinem Vereinskameraden Bartłomiej Jaszka von dem deutschen Bundesligisten Füchse Berlin verpflichtet wurde. Nach vier Spielzeiten für Berlin wechselte Kubisztal zum polnischen Verein Wisła Płock, mit dem er 2012 und 2013 Vizemeister wurde. Anschließend lief er für Górnik Zabrze auf. In der Saison 2013/14 wurde er mit 194 Toren in 30 Spielen Torschützenkönig. Im Mai 2016, im Spiel seines Klubs Azoty-Puławy gegen MMTS Kwidzyn (31:22), erzielte er sein 2.000 Tor in der polnischen Premier League. Er wurde der vierte Spieler im 21. Jahrhundert, der die Marke von zweitausend Toren überquerte. Nach 413 Spielen und 2044 Toren in der ersten polnischen Liga ging er in die zweite Liga zu SPR Tarnów. Seit 2018 ist er Spielertrainer bei Czuwaj Przemyśl.
Michał Kubisztal hat 57 Länderspiele für die polnische Nationalmannschaft bestritten, mit der er an der Weltmeisterschaft 2013 in Spanien und der Europameisterschaft 2014 in Dänemark teilnahm. Nach der EM  beendete er seine Karriere in der Nationalmannschaft.